# Thomas Waterman Wood
Thomas Waterman Wood (Montpelier, 12 november 1823 – New York, 14 april 1903) was een Amerikaans kunstschilder.

## Biografie
Thomas Waterman Wood werd in 1823 in Montpelier (Vermont) geboren als zoon van de meubelmaker John Wood en Mary Waterman. Voor de opkomst van de daguerreotypies kwam er in Montpelier af en toe een rondtrekkend portretschilder op bezoek en het was zo'n schilder die Wood beïnvloedde om zijn carrière te starten. Wanneer de financiële middelen het toelieten trok hij korte tijd naar Boston om studies te volgen in de studio van Chester Harding, een portretschilder. In 1850 huwde Wood met Minerva Robinson en bouwde hij een zomerhuis in landelijk gotische stijl nabij Nortfield en noemde het Athenwood.
Tijdens de jaren 1850 bezocht Wood galerijen in Londen, Parijs, Rome en Firenze en schilderde hij portretten in onder andere Canada, Washington, Baltimore, Nashville en Louisville. In 1858 stelde hij zijn eerste schilderij The Baltimore Newsvendor tentoon in de National Academy of Design en in 1866 vestigde Wood zich definitief in New York waar hij een studio als portretschilder opende.
In 1869 werd Wood verkozen als medewerker van de National Academy of Design en in 1871 als academicus. Hij was van 1878 tot 1887 voorzitter van de American Watercolor Society. Wood werd in 1879 vicepresident van de National Academy of Design voor een periode van twaalf jaar en in 1891 werd hij de president van de Academie tot 1899.
Woods werken zijn te vinden in onder andere het T.W. Wood Gallery & Arts Center in zijn geboorteplaats Montpelier en in het Metropolitan Museum of Art en het Brooklyn Museum in New York.

## Fotogalerij

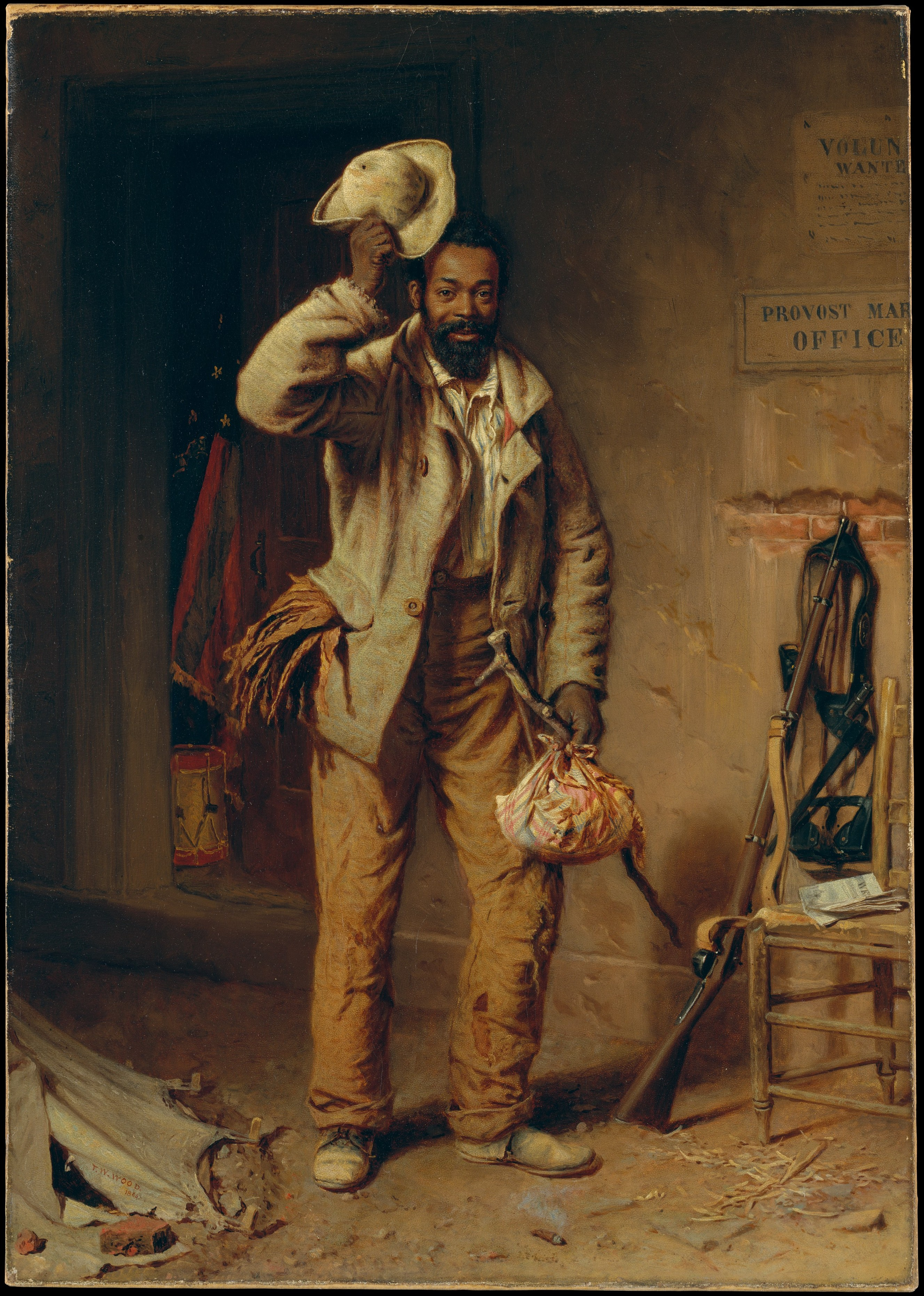
A Bit of War History: The Contraband, olieverf op doek, 1865
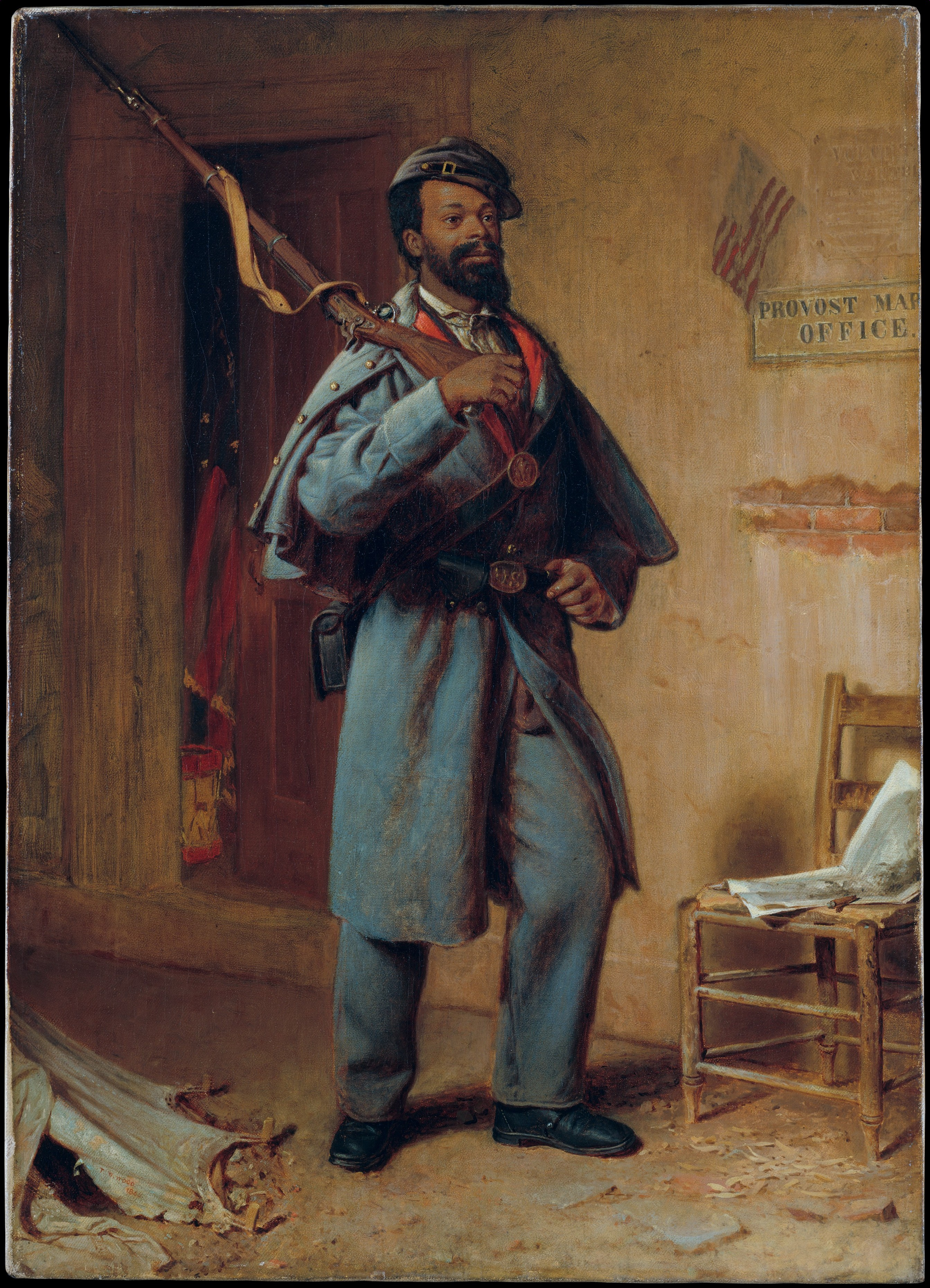
A Bit of War History: The Recruit, olieverf op doek, 1866
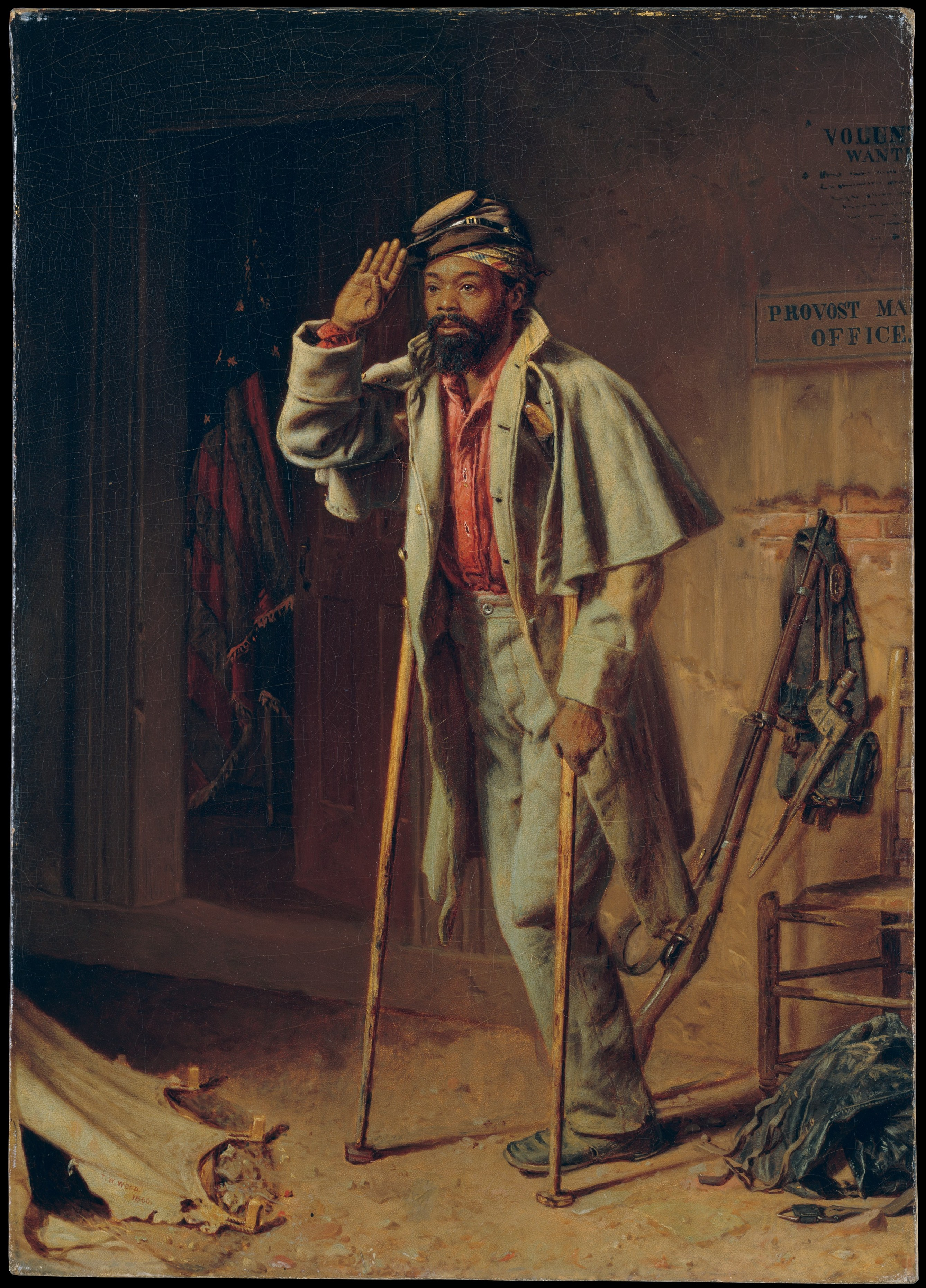
A Bit of War History: The Veteran, olieverf op doek, 1866
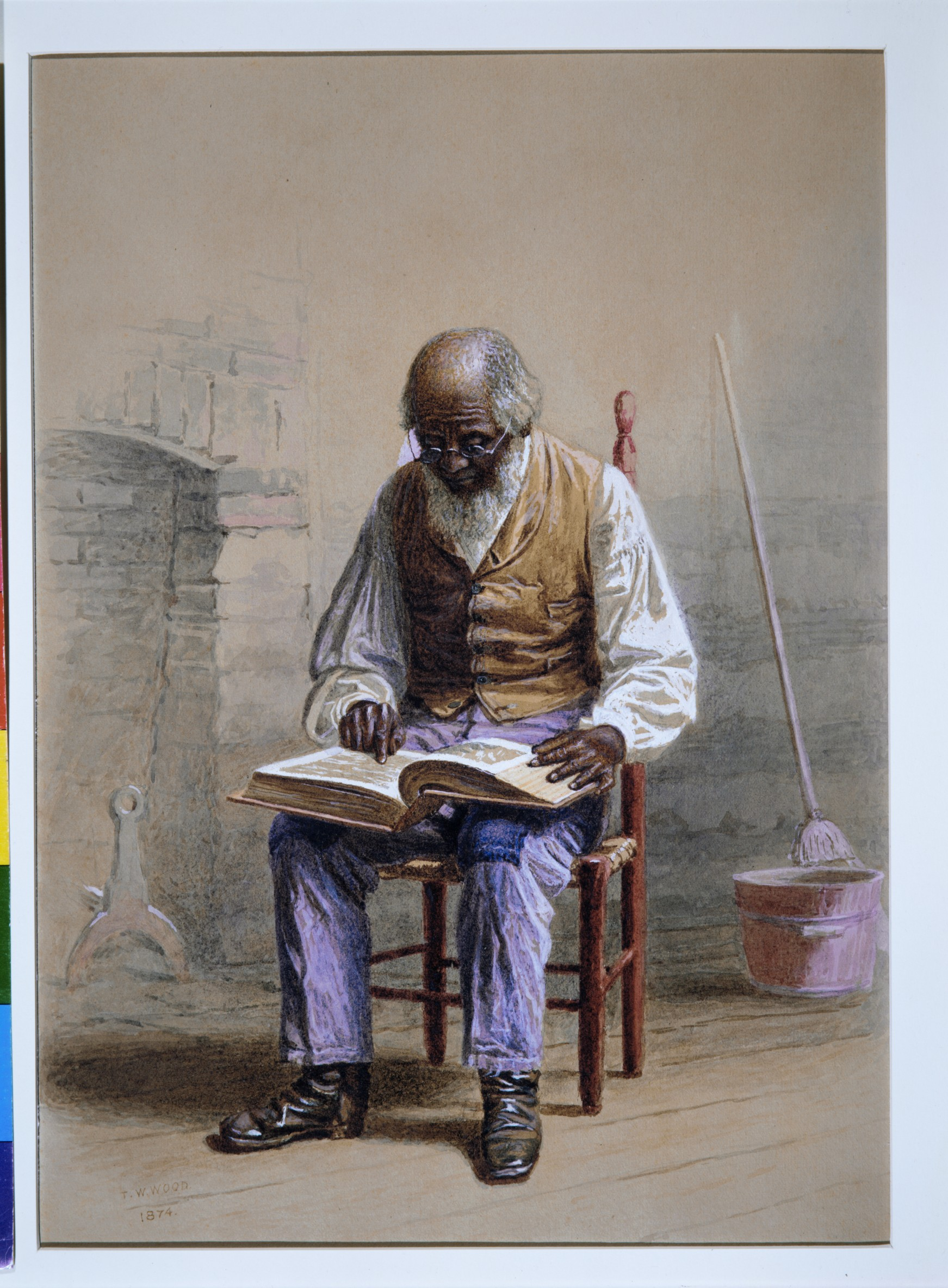
Reading the Scriptures, gouache met waterverf en grafiet op lichtgetind velijnpapier
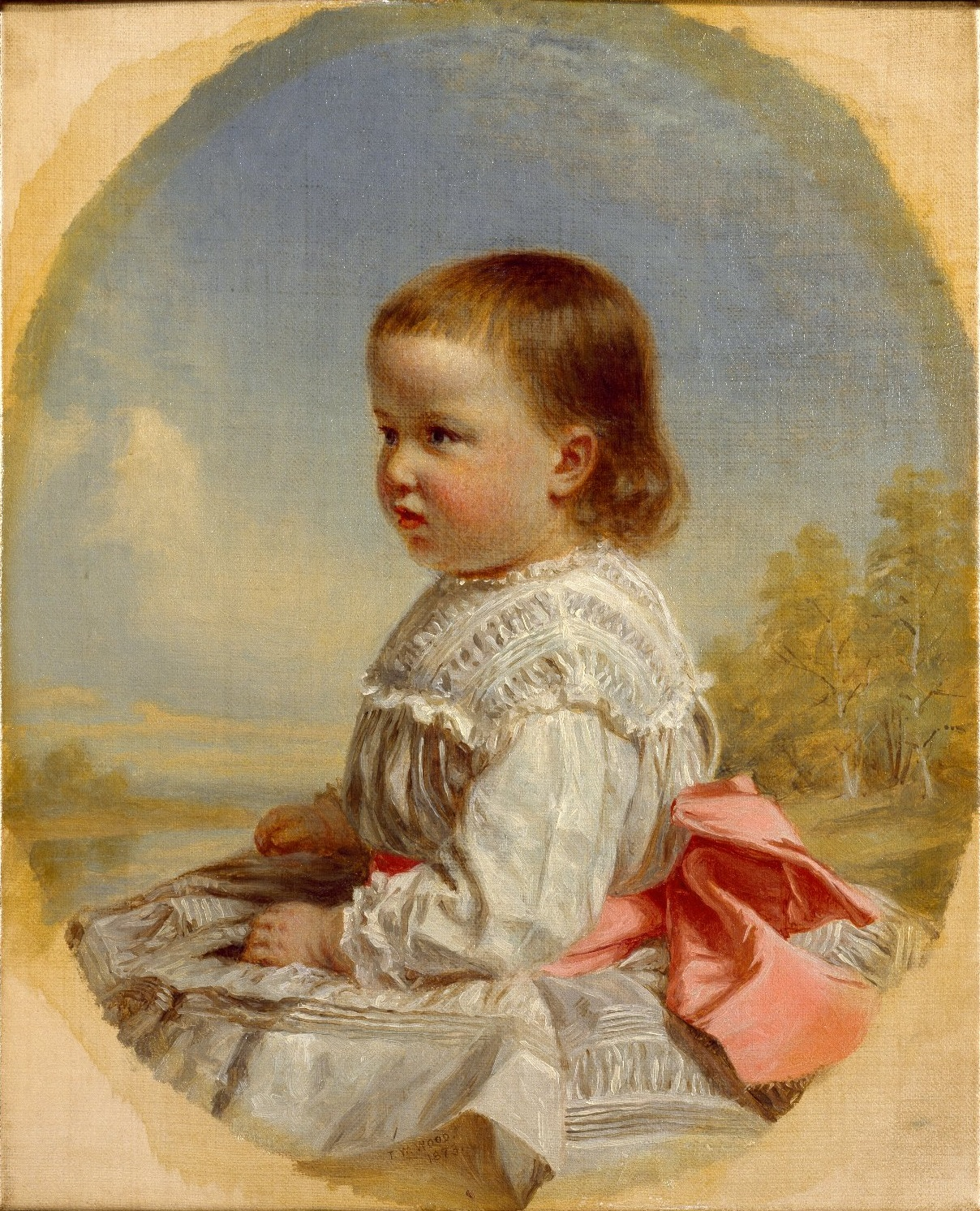
Susie Kent Southwick, olieverf op doek, ca. 1873
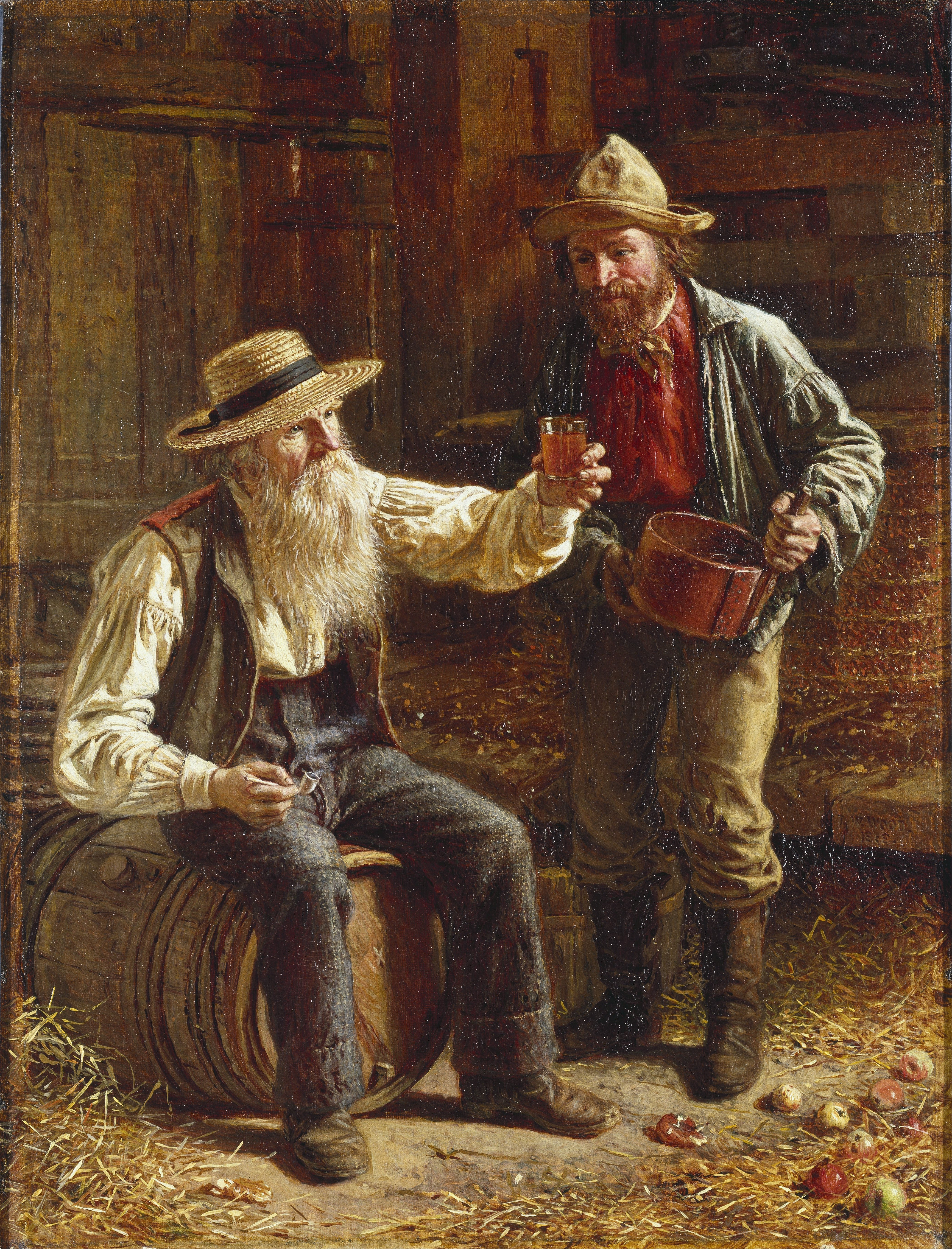
New cider, olieverf op doek, ca. 1868
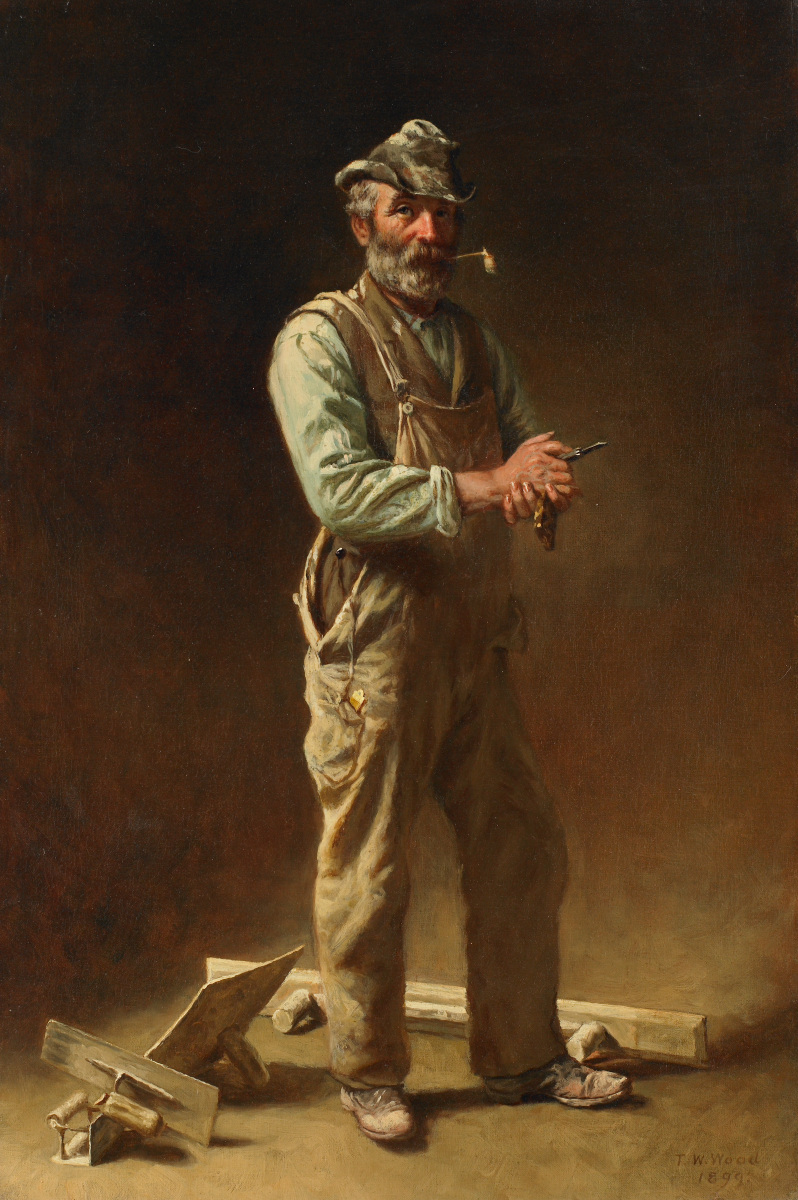
Now for a good smoke, olieverf op doek, 1899
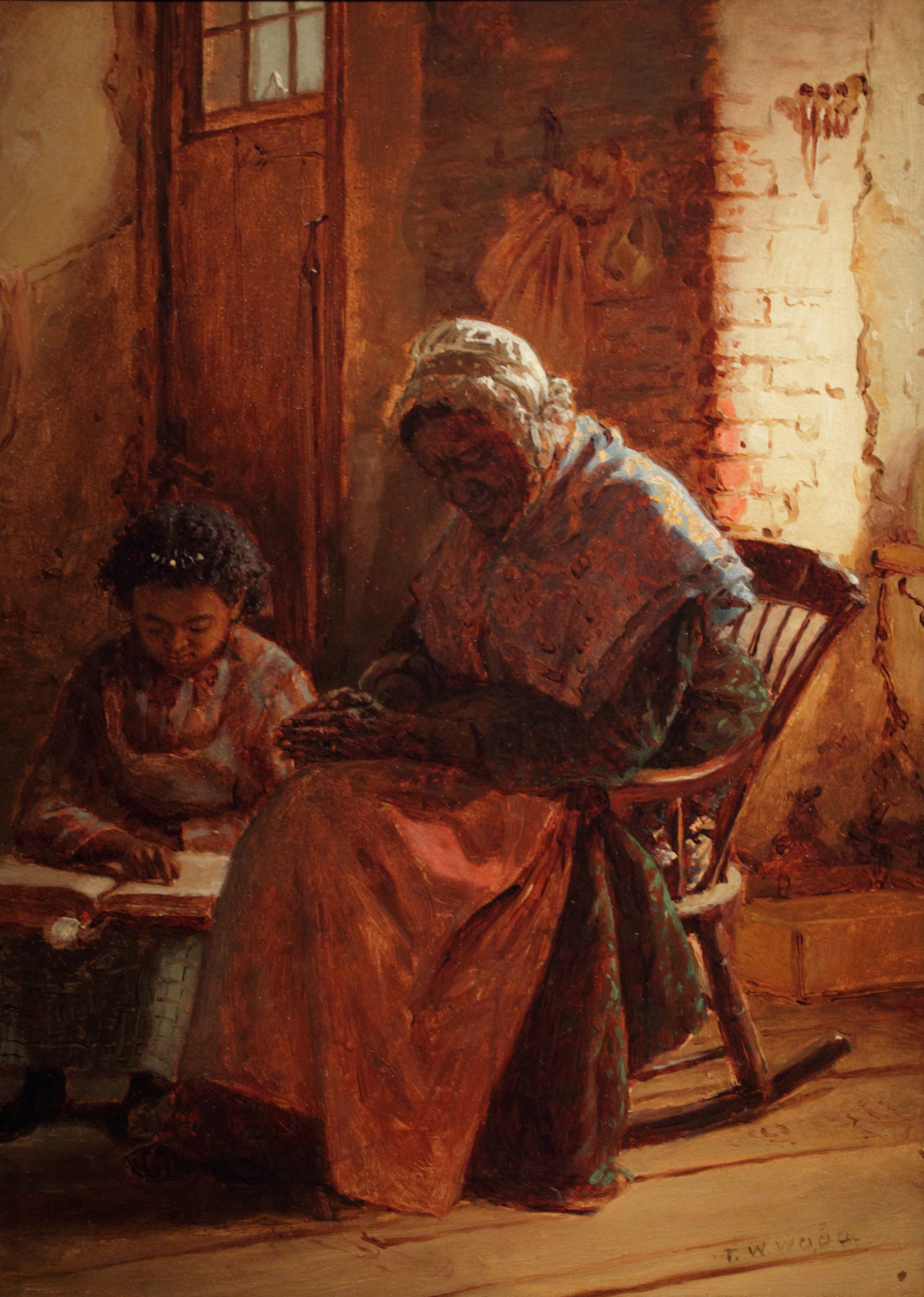
Sunday Morning, olieverf op karton, ca. 1877